# Bathyneaera
Bathyneaera is een geslacht van tweekleppigen uit de  familie van de Cuspidariidae.

## Soorten
- Bathyneaera bernardi Krylova, 1993
- Bathyneaera disa (Bernard, 1989)
- Bathyneaera hadalis (Knudsen, 1970)
- Bathyneaera laticella (Dall, 1886)
- Bathyneaera paleifera Krylova, 1993
- Bathyneaera quadrostrata (Poutiers, 1984)
- Bathyneaera tillamookensis (Dall, 1916)